# Managuasee
Der Managuasee (span. Lago de Managua), auch Xolotlán, ist einer der beiden großen Süßwasserseen des mittelamerikanischen Staates Nicaragua. Er liegt am Vulkan Momotombo (1258 m), erreicht eine Länge von fast 60 Kilometern und ist bis zu 32 Kilometer breit. Seine Fläche beträgt etwa 1134 Quadratkilometer. Im Südosten ist er über den Río Tipitapa mit dem Nicaraguasee verbunden. Im Südwesten ragt die Halbinsel Chiltepe mit dem Vulkankomplex Apoyeque etwa zehn Kilometer in den See hinein.
In Nicaraguas Hauptstadt Managua am Südufer des Sees wohnen derzeit über eine Million Menschen, ein Fünftel der gesamten Bevölkerung Nicaraguas. Lange Zeit wurden die Abwässer direkt und ungeklärt in den See geleitet. Dadurch galt der See als biologisch so gut wie tot. Unterstützt von der Bundesrepublik Deutschland, die 25 Millionen Euro bereitstellte, wurde 2004 mit dem Bau einer Kläranlage begonnen. Das neue Klärwerk wurde im Februar 2009 eingeweiht und filtert nun täglich 120.000 Kubikmeter Abwässer. Seitdem hat sich der See deutlich erholt.